# Церковь Святого Квирина (Обинг)
Церковь Святого Квирина (нем. Pfarrkirche Sankt Quirin) — римско-католическая приходская церковь в районе Обинг (Аубинг) города Мюнхен (федеральная земля Бавария), на улице Убоштрассе (Ubostraße); была основана в конце XIII века как храм независимого города Обинг; кладбище рядом с церковью использовалось до 1911 года.

## История и описание
Романская башня-колокольня католической церкви Святого Квирина является самым старым сохранившимся здании в Обинге: оно датируется концом XIII века. Датировка подтверждается и дендрохронологическими исследованиями, которые показали, что древесина колокольни была срублена зимой 1283—1284 годов. Более ранний неф — вероятно, деревянный — полностью сгорел во время Баварской войны (Bayerischer Krieg), в 1422 году. После пожара пасторы Обингена пытались перестроить неф уже в стиле поздней готики. В целом, это готическое здание XV веке сохраняется и сегодня, однако во время своей постройки неф был короче. Освящение нового храма было совершено в 1489 году помощником епископа (Weihbischof) Ульрихом фон Салона, заместителем епископа Фрайзинга Сикста фон Таннберга (Sixtus von Tannberg).
Год освящения храма стал известен в 1960-х годах, когда во время очередных ремонтных работ была обнаружена коллекция средневековой утвари. Среди предметов был найдет и оттиск печати Ульриха, который интерпретируется исследователями как доказательство его присутствия в городе. Кроме того, был обнаружен частично сохранившийся документ, на котором удалось распознать точную дату. Первоначально предполагалось, что речь шла о «1480» годе: поэтому в 1980 году церковь масштабно отпраздновала своё 500-летие, организовав приходскую ярмарку. Однако при более поздних исследованиях в ультрафиолетовом свете выяснилось, что речь идёт всё же о 1489 годе. Дендрохронологические исследования балок крыши также показали, что они были срублены зимой 1484—1485 годов.
Интерьер церкви менялся дважды: впервые между 1580 и 1594 годами, а затем — в 1668 году. Пастор Мартин Райтер заказал новый главный алтарь в стиле барокко в 1668 году. Ремонтные работы проводились в храме в 1724 и 1787 годах. Фреска на своде хора датируется 1740 годом. Главный вход изначально был с южной стороны, однако в ходе расширения местного кладбища, в 1863 году, старый вход был замурован. В 1879 году «община» (приходская или городская) одобрила выделение 2600 марок на строительство органа и 1500 марок на часы на башне. В церкви находится рака, созданная в 1499 году для мощей Святой Урсулы.